# CV-83
La carretera autonòmica CV-83 comunica la A-33, a l'altura d'Elda, amb El Pinós i la Regió de Múrcia.

## Nomenclatura

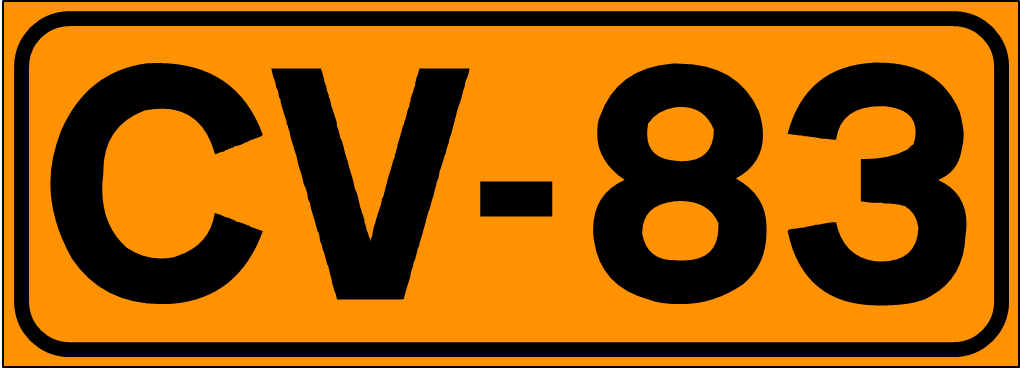
Indicador

La carretera CV-83 pertany a la Xarxa de carreteres de la Generalitat Valenciana. El seu nom ve de la CV (que indica que és una carretera autonòmica del País Valencià) i el 83, és el número que rep la carretera, segons l'ordre de nomenclatures de les carreteres del País valencià.

## Traçat actual
La CV-83 comença a l'eixida 32 de la A-31 l'Autovia d'Alacant, travessa la zona sud d'Elda i enllaça amb la carretera autonòmica CV-835. Junt a aquesta, uns quants quilòmetres més endavant arriba al municipi de Monòver.